# Charles Erwin Wilson
Charles Erwin Wilson (n. 18 iulie 1890, Minerva⁠(d), Comitatul Stark, Ohio, Ohio, SUA – d. 26 septembrie 1961, Norwood⁠(d), Parohia East Feliciana, Louisiana, SUA) a fost un inginer și om de afaceri american. Acesta a ocupat funcția de secretar al apărării al Statelor Unite între 1953 și 1957 sub președintele Dwight D. Eisenhower. Cunoscut sub porecla  „Engine Charlie”, a fost anterior președinte și director executiv al companiei General Motors. Cu puțin timp înainte de începerea războiului din Coreea, acesta a implementat o reducere semnificativă a bugetului apărării.

## Biografie
Wilson s-a născut în Minerva, Ohio⁠(d), fiul lui Thomas E. și al lui Rosalind (născută Unkefer) Wilson. După ce a obținut o diplomă în inginerie electrică în cadrul Carnegie Institute of Technology⁠(d) în 1909, a devenit membru al companiei Westinghouse Electric⁠(d) Pittsburgh, unde a supravegheat construcția echipamentelor electrice pentru automobile, iar în timpul Primului Război Mondial, dezvoltarea dinamotorului⁠(d) și a generatoarelor radio dedicate forțelor armate si marinei. Wilson s-a căsătorit cu Jessie Ann Curtis pe 11 septembrie 1912. Cuplul a avut cinci copii.
În 1919, Wilson a devenit inginer-șef și director de vânzări al Remy Electric⁠(d), o companie subsidiară a General Motors. A fost președinte al General Motors până în ianuarie 1941. În timpul celui de-al Doilea Război Mondial, Wilson a coordonat producția de echipamente militare desfășurată în compania sa, motiv pentru care a obținut Medalia Prezidențială de Merit⁠(d) în 1946. Ocupa încă poziția de președinte al General Motors când a fost ales de Eisenhower pentru funcția de secretar al apărării în ianuarie 1953.